# KV-2坦克
KV-2戰車 （俄语：Клим Ворошилов-2）是蘇聯在第二次世界大戰中的主力重型戰車KV系列的第二型，KV2屬自走炮戰車，裝備152公釐榴彈炮，讓其具有重火力，也因其巨大車體而被德軍稱為「巨人」（Gigant）。

## 開發和運用

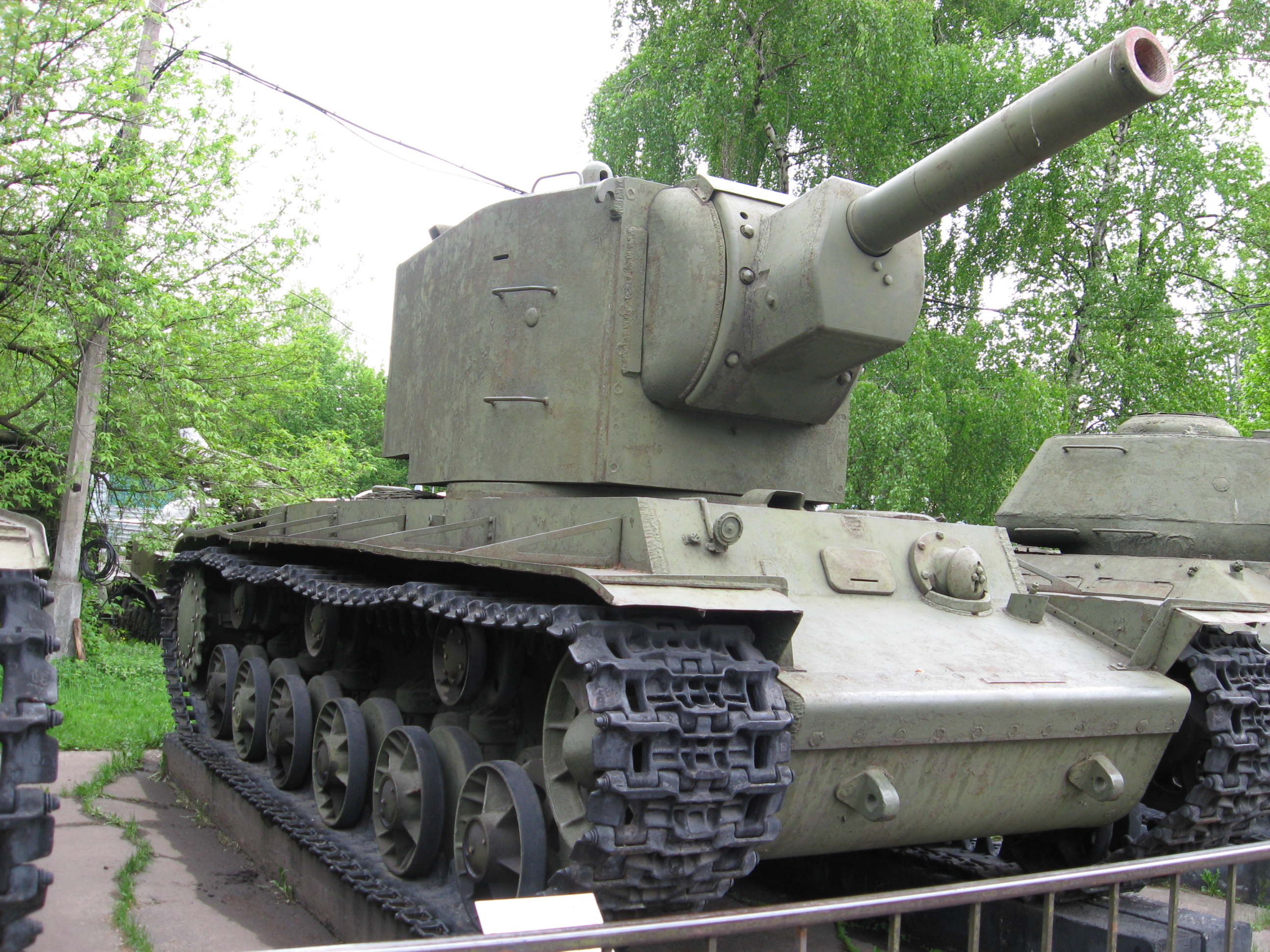
置於莫斯科博物館的KV-2

1939年，蘇聯與芬蘭之間爆發了冬季戰爭，蘇軍在突破卡累利阿地峽的曼纳海姆防线行動上吃盡了苦頭，對戰車協助支援的需求越來越大。
因此，以KV-1戰車為主體，並使用152公釐M-10T榴彈炮和新式旋轉砲塔的KV-2戰車就被開發了出來，用來進行陣地突破。1939年12月開始發送開發需求，到了1940年1月末完成了試製車，到了2月又增加了2輛的試製車，立刻被送往戰線。2月11日，在曼納海姆防線的蘇姆瑪（Summa）地區首次投入實戰。
該戰車不但配有極為強大的火力，也有非常厚實的裝甲（75公釐厚），在芬軍的博福斯37公厘戰防炮的48發砲彈皆命中的情况下，仍不損其戰鬥能力。由於以上的战绩，这种KV戰車的火力支援改进型——KV-2就被軍方正式採用。原先，戰車開發部僅將其命名為「裝備大砲台的KV」（KV s bolshoi bashnei），隨著正式納入軍方採用而給予了「KV-2」的稱呼，蘇聯士兵則稱其為「無畏戰艦」。
原KV-2的試製車僅是平面裝甲板和7角形的砲台，之後為了便于大量生產而改為6角形砲塔。與試製車比較起來，批量型的KV-2在砲塔結構上略矮，也搭載了原来沒有的用于近戰防禦的DP輕機槍。從1940年到1941年，KV-2戰車（包含加產的試製型）共生產了202輛。
KV-2戰車雖然有更加強大的火力，但車體仍然采用KV-1的底盘，其重量過高造成機動力低下、底盤容易不堪重负而出现机械故障，进而被击毁废弃甚至俘获，過於沈重的砲塔導致有頭重腳輕的威脅，因此在車身傾斜(上下坡)時為了避免翻車的危險，因此無法旋轉，2名裝填手裝填分離式彈藥造成火砲射擊速度也慢，这些缺点使得KV-2戰車的生产數量并不多。
第二次世界大戰中期，蘇軍改以使用喀秋沙火箭砲作为火力支援的主力，其射程遠、機動性強、火力猛的优点使得苏军的關注点被轉移至装备152公釐口径火炮，但是更加可靠和便于生产的自走砲上，如SU-152、ISU-152等，至於像KV-2這種重型裝甲和旋轉砲塔的陣地突破用戰車則是不再被生產。

### 蘇德戰爭中的战绩

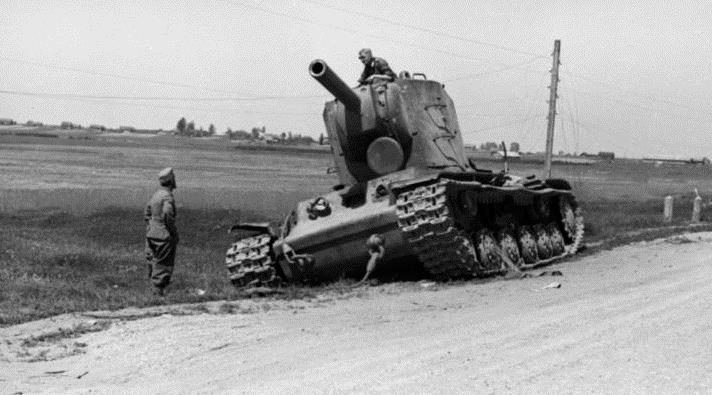
一台因为机械故障而被棄置的KV-2，摄于1941年夏天

1941年6月，德軍發動巴巴羅薩作戰進攻蘇聯，這時候KV-2戰車（包括試製車）的數量都增加了不少，和芬軍一样，德军也因为KV-2重裝甲和巨型體積而吃惊不小，为了振奋士气，德军甚至给KV-2起了个“俄国移动厕所”的蔑称。
1941年6月23日，裝備LT-38輕型戰車的德國第6裝甲師於立陶宛的杜比萨河（Dubissa river）的一座桥上與蘇聯第2裝甲師的一辆KV-2遭遇，德军LT-38戰車的37公釐主砲对KV-2完全沒有用（此役之後，由於其火力僅對KV-2和T-34的裝甲產生如敲門般的聲響，德军的37公釐戰車砲和同口径的PaK 36反坦克炮被戲稱為「敲門砲」），因此蒙受巨大損失，德軍第57裝甲工兵營的士兵企圖以炸藥炸毀KV-2，卻只炸毀了履帶。直到口徑88公釐的高射砲從後方開火，擊穿KV-2的炮塔投入手榴弹才消灭了苏军戰車兵。德蘇戰爭中後期則多改用專門反戰車的同口徑 (88公釐) Pak 43 反戰車炮對應。至此，德國第6裝甲師在这次戰鬥之後共損失了40輛戰車和多座火砲。。檢查該戰車損傷狀況後發現，德軍发射的6枚88公釐炮彈僅2枚擊穿KV-2的裝甲，還有7个很淺的凹坑，是50公釐砲彈所留下的。

## 流行文化

### 動漫
- 少女與戰車

日本動畫《少女与战车》劇場版中做為真理高中隊伍保護旗車的車輛登場。

### 遊戲
- 戰車世界

戰遊網的大型多人線上遊戲《戰車世界》與其手機平台版《戰車世界：閃擊戰》中做為苏联科技樹VI階重型戰車登場。
- 戰爭雷霆

Gaijin Entertainment的大型多人線上遊戲《戰爭雷霆》在蘇聯陸軍科技樹開放後做為II級重型戰車登場，其改裝件採用152公釐主炮。
- 應徵入伍

Gaijin Entertainment的大型多人線上遊戲《應徵入伍》在蘇聯科技樹上作為BR I V戰車，研發解鎖後可                              花費銀幣購買與升級。

## 資料來源
1. ↑  『GROUND POWER AUGUST.2000(No75) ソ連軍重戦車(1)』、p.89。
2. ↑  スティーブン・ザロガ，ジム・キニア『世界の戦車イラストレイテッド10 KV-1&KV-2重戦車 1939-1945』、p.13。
3. ↑  スティーブン・ザロガ，ジム・キニア『世界の戦車イラストレイテッド10 KV-1&KV-2重戦車 1939-1945』、pp.20-33

## 外部連結
- OnWar specifications: KV-1 M39, KV-1e M40, KV-1 M41, KV-1S, KV-85, KV-2
- Russian Battlefield: KV-1 （页面存档备份，存于）, KV-1S （页面存档备份，存于）, KV-2 （页面存档备份，存于）, KV-8 （页面存档备份，存于）, KV-85 （页面存档备份，存于）, KV-3 （页面存档备份，存于）
- World War II Vehicles
- Walkaround KV-85 from Avtovo, Saint-Petersburg (Russia) （页面存档备份，存于）
- KV tanks （页面存档备份，存于）, KV tanks in museum and monuments